# Preiskovalna komisija o ugotavljanju zlorab v slovenskem zdravstvenem sistemu na področju prodaje in nakupa žilnih opornic
Preiskovalna komisije o ugotavljanju zlorab v slovenskem zdravstvenem sistemu na področju prodaje in nakupa žilnih opornic je bila preiskovalna komisija v mandatu 7. državnega zbora Republike Slovenije.

## Sestava
Predsednica: Jelka Godec (SDS)
Podpredsednica: Vesna Vervega (SMC)
Člani: Julijana Bizjak Mlakar (DeSUS), Bojana Muršič (SD), Miha Kordiš (Združena levica), Jernej Vrtovec (NSi), Franc Laj (nepovezan)